# Besdorf
Besdorf er en by og kommune i det nordlige Tyskland, beliggende i Amt Schenefeld i den nordvestlige del af Kreis Steinburg. Kreis Steinburg ligger i den sydvestlige del af delstaten Slesvig-Holsten.

## Geografi
Besdorf ligger ved motorvejen A23 mellem Heide og Itzehoe.